# Buchnera orgyalis
Buchnera orgyalis är en snyltrotsväxtart som beskrevs av Spencer Le Marchant Moore. Buchnera orgyalis ingår i släktet Buchnera och familjen snyltrotsväxter. Inga underarter finns listade i Catalogue of Life.